# Акушерка (телесеріал)
Акушерка (рос. Акушерка) — російськомовний мелодраматичний телесеріал знятий в Україні. Медична гостросюжетна мелодрама створена компанією «StarLight Production» для телеканалу СТБ. Режисером-постановником фільму виступив Анатолій Григор'єв. Телесеріал є адаптацією успішного американського формату Акушерка 2001 року від Sony Pictures Television, та його російського рімейку 2017 року: головну протагоністку в обох російськомовних рімейках, як 2017 року (виробництва Росії) так і 2020 року (виробництва України) звали Тетяна Скворцова.
Прем'єра телесеріалу В Україні відбулася 20 квітня 2020 року на телеканалі «СТБ». Прем'єра телесеріалу В Росії відбудеться у 2020 році на TBA телеканалі.

## Синопсис
Все життя змінюється у головної героїні Тетяни Скворцової через інших людей. Вона звикла віддаватись роботі і своїм пацієнткам, бо працює головною лікаркою пологового будинку. Тому, у неї немає сімейних вечорів, романтичних побачень із чоловіком та дівчачих розмов із донькою. Лікарка не знає, що відбувається в житті її чоловіка, та які проблеми турбують рідну доньку. А сімейне гніздечко перетворилося на місце, де можна просто поспати.
Проте, і на роботі може бути не все гаразд. Дружина впливового бізнесмена вирішила одружувати не в пологовому будинку, де головною лікаркою працює Тетяна, а у знахарки. Через важку серцеву недугу породілля помирає. Акушерці вдається врятувати лише її дитину. Втім, у смерті дружини бізнесмена звинувачують саме Тетяну. Спочатку її усувають від роботи, а потім все йде шкереберть. Хоча у боротьбі за своє чесне ім'я професіоналки Скворцову чекає не лише боротьба, але й особисте щастя.

## У ролях
- Фатіма Горбенко — Тетяна, акушерка — (головна роль)
- Олександр Єфремов — Ігор — (головна роль)
- Андрій Мостренко — Дмитро — (головна роль)
- Ірина Гришак — Катя
- Микола Боклан — Васильович
- Ольга Морозова — Алла
- Сергій Дзялик — Гліб
- Анатолій Ященко
- Олеся Островська
- Анастасія Пустовіт
- Авігдор Фрейдліс — Філіппов
- Володимир Гончаров — хірург
- Марія Северилова — медсестра
- Анна Сердюк — медсестра Рита
- Надія Хильська — секретарка
- Дмитро, немовля (5 днів)
- Мирослава, немовля (7 днів)

## Творча команда
До творчої команди телесеріалу увійшли:
- генеральний продюсер серіалу — Галина Балан-Тимкова.
- креативний продюсер — Оксана Калитюк,
- режисер-постановник — Анатолій Григор'єв,
- автор сценарію — Оксана Калитюк.

## Виробництво

### Сценарій
Драматургічні історії сценарію створювалися генеральним продюсером серіалу Галиною Балан-Тімкіною разом з автором сценарію Оксаною Калитюк з наголосом на характери персонажів..

## Реліз
Прем'єра телесеріалу в Україні відбулася на телеканалі «СТБ» 20 квітня 2020 року.